# Tinodes horstaspoecki
Tinodes horstaspoecki is een schietmot uit de familie Psychomyiidae. De soort komt voor in het Palearctisch gebied.